# Asura diffusa
Asura diffusa là một loài bướm đêm thuộc phân họ Arctiinae, họ Erebidae.